# Liste der Biografien/Dora
Liste der Biografien |
Portal Biografien |
Personensuche
# |
A |
B |
C |
D |
E |
F |
G |
H |
I |
J |
K |
L |
M |
N |
O |
P |
Q |
R |
S |
T |
U |
V |
W |
X |
Y |
Z |
?
 
Da |
Db |
Dc |
Dd |
De |
Dg |
Dh |
Di |
Dj |
Dk |
Dl |
Dm |
Dn |
Do |
Dq |
Dr |
Ds |
Du |
Dv |
Dw |
Dy |
Dz
 
Doa |
Dob |
Doc |
Dod |
Doe |
Dof |
Dog |
Doh |
Doi |
Doj |
Dok |
Dol |
Dom |
Don |
Doo |
Dop |
Doq |
Dor |
Dos |
Dot |
Dou |
Dov |
Dow |
Dox |
Doy |
Doz
 
Dora |
Dorb |
Dorc |
Dord |
Dore |
Dorf |
Dorg |
Dorh |
Dori |
Dorj |
Dork |
Dorl |
Dorm |
Dorn |
Doro |
Dorp |
Dorr |
Dors |
Dort |
Doru |
Dorv |
Dorw |
Dory |
Dorz
Die Liste der Biografien führt alle Personen auf, die in der deutschsprachigen Wikipedia einen Artikel haben. Dieses ist eine Teilliste mit 68 Einträgen von Personen, deren Namen mit den Buchstaben „Dora“ beginnt.

## Dora
- Dora (* 1966), portugiesische Sängerin
- Dora (* 1999), russische Singer-Songwriterin
- Dóra María Lárusdóttir (* 1985), isländische Fußballspielerin
- Dóra Stefánsdóttir (* 1985), isländische Fußballspielerin
- Dora, André (* 1970), deutscher Kommunalpolitiker (SPD), Bürgermeister von Datteln
- Dora, Cornel (* 1963), Schweizer Historiker, Anglist und Stiftsbibliothekar von St. Gallen
- d’Ora, Daisy (1913–2010), deutsche Schauspielerin, Miss Germany
- Dora, Dhurata (* 1992), albanische PopsängerinDhurata Dora (* 1992)

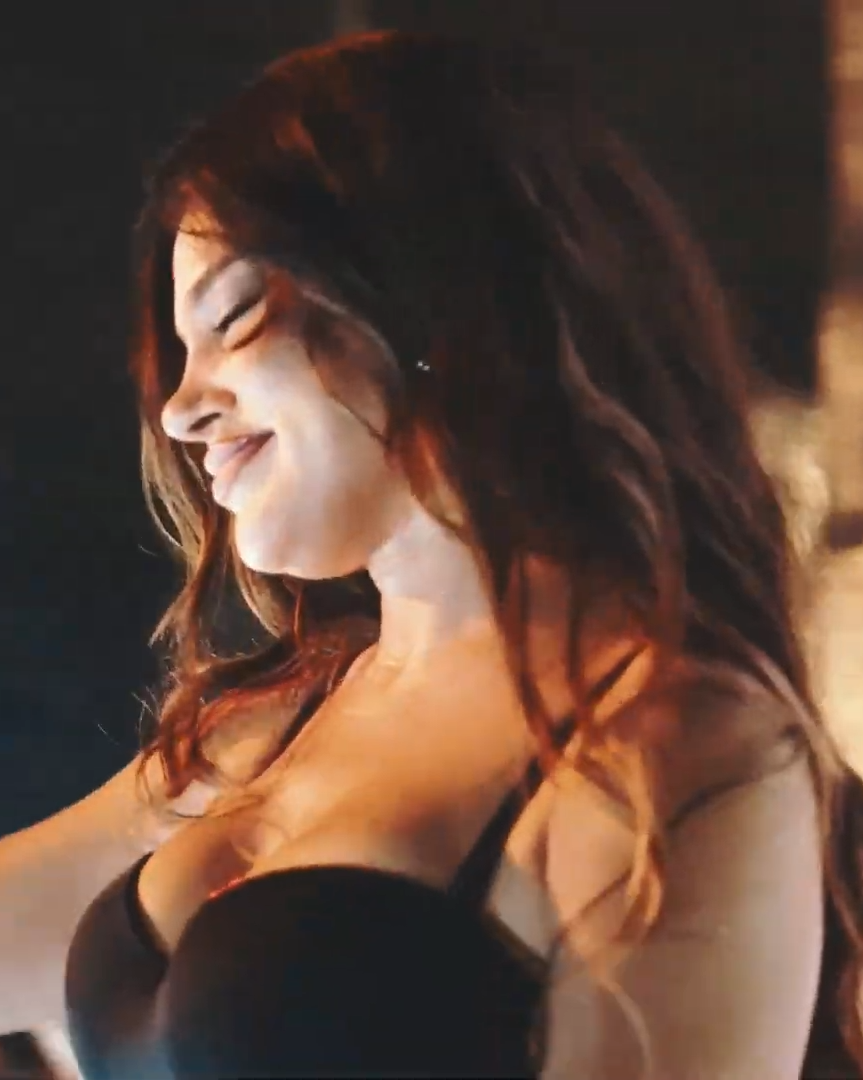
Dhurata Dora (* 1992)

- Dora, Erol (* 1964), türkischer Anwalt und Parlamentarier syrisch-orthodoxer Konfession
- Dora, Johann-Georg (* 1948), deutscher General der Luftwaffe und Inspekteur der Streitkräftebasis
- Dora, Josefine (1867–1944), österreichische Schauspielerin und Operettensängerin (Sopran)
- Dora, Marian, deutscher Regisseur, Drehbuchautor und Filmproduzent
- Dora, Max (1921–1995), Schweizer Filmfirmenmanager, Filmproduzent und -produktionsleiter
- Dora, Miki (1934–2002), ungarischer Surfer, Stuntman und Schauspieler

### Dorad
- Dorad, David (* 1975), deutscher DJ und Musikproduzent
- Dorada, Mascara (* 1988), mexikanischer Wrestler
- Dorado Bielsa, Javier (1977–2025), spanischer Fußballspieler
- Dorado Soto, Antonio (1931–2015), spanischer Geistlicher, Bischof von Málaga
- Dorado, Fabián (* 1990), uruguayischer Fußballspieler
- Dorado, Irune (* 2008), spanische Fußballspielerin
- Dorado, Lince (* 1987), puerto-ricanischer Wrestler
- Dorado, Mario León (* 1974), spanischer Ordensgeistlicher, Apostolischer Präfekt von Westsahara
- Dorado, Natalia (* 1967), spanische Hockeyspielerin
- Dorado, Pablo (1908–1978), uruguayischer Fußballspieler

### Dorag
- Doraghi, Ali (* 1984), iranischer Basketballspieler

### Dorai
- Doraine, Lucy (1898–1989), ungarische StummfilmschauspielerinLucy Doraine (1898–1989)

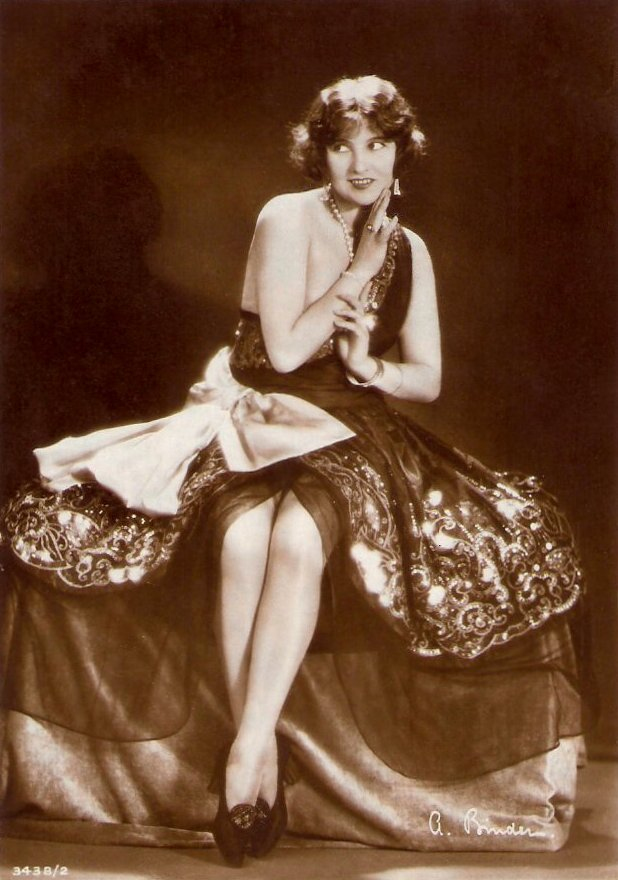
Lucy Doraine (1898–1989)

- Dorairaj, Lawrence Pius (* 1954), indischer Geistlicher, römisch-katholischer Bischof von Dharmapuri
- Dorais, Fernand (1928–2003), kanadischer römisch-katholischer Theologe und Autor

### Doral
- Doralt, Peter (* 1939), österreichischer Jurist
- Doralt, Walter (* 1978), österreichischer Jurist und Hochschullehrer
- Doralt, Werner (* 1942), österreichischer Jurist und Hochschullehrer

### Doram
- Doram, Daniel (* 1997), niederländischer Cricketspieler

### Doran
- Doran, Aaron (* 1991), irischer Fußballspieler
- Doran, Ann (1911–2000), US-amerikanische Schauspielerin
- Doran, Brendan (* 1979), US-amerikanischer Skispringer
- Doran, Brigeen (* 1954), irisch-schweizerische Jazzmusikerin (Saxophon)
- Doran, Charles R. (1892–1984), US-amerikanischer Offizier, Brigadegeneral der US Army
- Doran, Chris (* 1979), irischer Sänger
- Doran, Christy (* 1949), irisch-schweizerischer Jazzgitarrist
- Doran, Colleen (* 1963), US-amerikanische Comic-Zeichnerin und Autorin
- Doran, Dave (* 1957), Schweizer Fusionmusiker
- Doran, Frank (1949–2017), schottischer Politiker, Abgeordneter des Unterhauses des Vereinigten Königreichs
- Doran, Gregory (* 1958), britischer Schauspieler und Regisseur
- Doran, Jake (* 2000), australischer Sprinter
- Doran, Jamie, irischer Dokumentarfilmer
- Doran, Jim (1927–1994), US-amerikanischer American-Football-Spieler
- Doran, John (1807–1878), britischer Publizist und Schriftsteller
- Doran, Kevin (* 1953), irischer Geistlicher, römisch-katholischer Bischof von Elphin und Achonry
- Doran, Lindsay (* 1948), US-amerikanische Filmproduzentin
- Doran, Mary (1910–1995), US-amerikanische Schauspielerin
- Doran, Morton (* 1940), kanadischer Mediziner (Chirurg)
- Doran, Thomas Francis (1856–1916), US-amerikanischer römisch-katholischer Geistlicher, Weihbischof in Providence
- Doran, Thomas George (1936–2016), US-amerikanischer Geistlicher, römisch-katholischer Bischof von Rockford
- Dorandi, Tiziano (* 1954), italienischer Gräzist
- Dorange, Violette (* 2001), französische Seglerin
- Dorant, Richard (1885–1925), deutscher Opernsänger (Tenor) und Regisseur
- Dorantes de Carranza, Andrés, spanischer Conquistador
- Doranth, Benedikt (* 1987), deutscher Volleyball- und Beachvolleyballspieler

### Dorat
- Dorat, Claude-Joseph (1734–1780), französischer Schriftsteller
- Dorat, Jean (1508–1588), französischer Literat und Gelehrter
- Doráti, Antal (1906–1988), US-amerikanischer Dirigent und Komponist ungarischer HerkunftAntal Doráti (1906–1988)

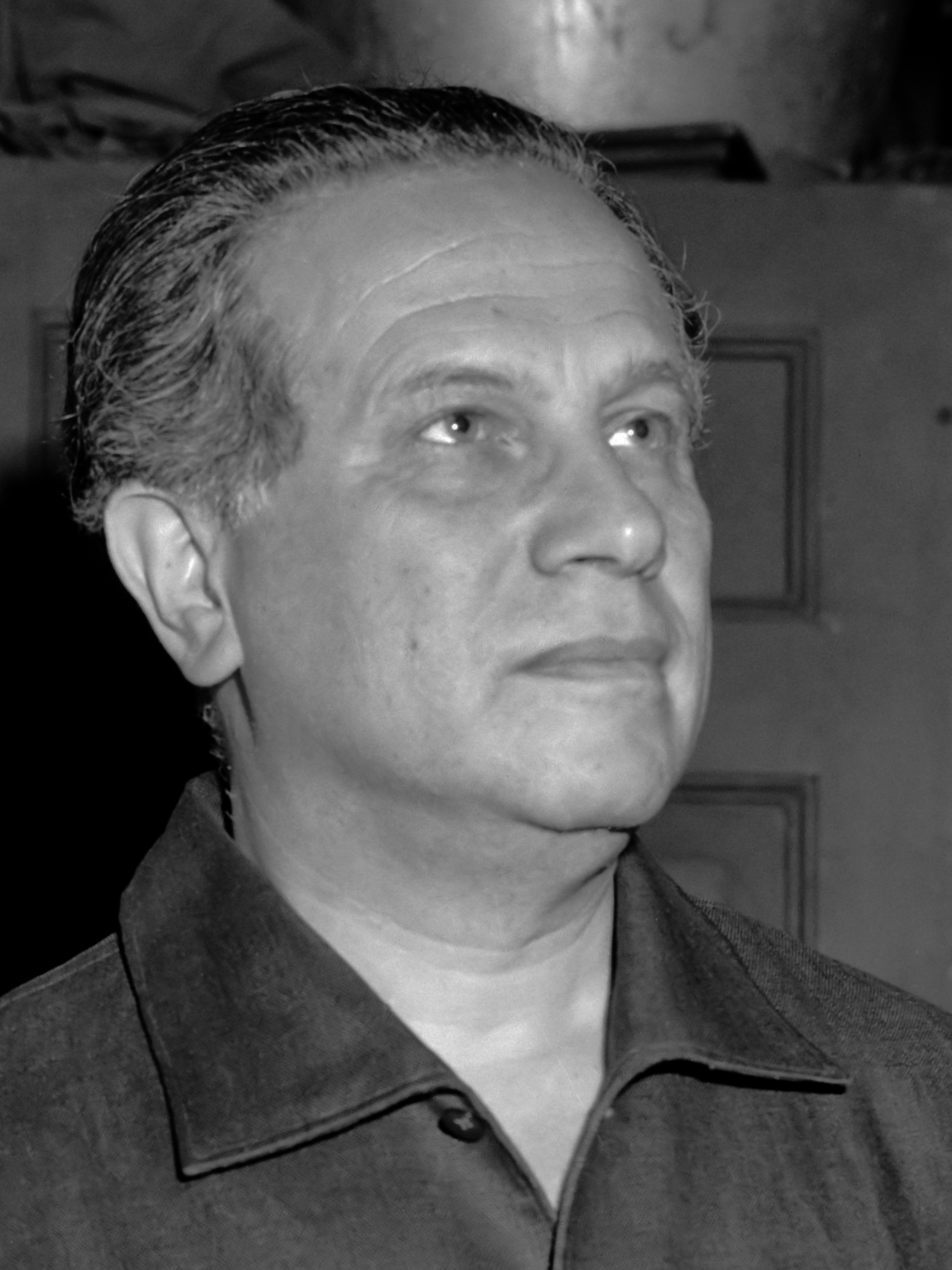
Antal Doráti (1906–1988)

- Dorati, Nicolao († 1593), italienischer Posaunist, Kapellmeister und Komponist

### Dorau
- Dorau, Andreas (* 1964), deutscher Musiker
- Dorausch, Gabi (* 1968), deutsche Radrennfahrerin

### Doraz
- Dorazil, Anton († 1759), böhmischer Bildhauer des Barock
- Dorazil, Roman Laurentius (* 1737), deutscher Bildhauer des Spätbarock
- Dorazio, Piero (1927–2005), italienischer Maler
- D’Orazio, Sante (* 1956), US-amerikanischer Fotograf